# Noordkromp
De noordkromp (Arctica islandica; veel gebruikt synoniem: Cyprina islandica) is een in zee levend tweekleppig weekdier uit de familie Arcticidae.

## Kenmerken

### Schelpkenmerken
De schelp is dik en zwaar en cirkel- tot iets ellipsvormig. De umbo wijst naar voren. De voorkant van de schelp is iets spitser afgerond dan de achterkant, die zelfs iets afgeplat kan zijn. De onderrand is regelmatig afgerond. De sculptuur bestaat alleen uit onregelmatige concentrische groeilijnen die iets duidelijker zichtbaar zijn aan voor- en achterkant van de schelp dan in het midden. De onderrand is glad.
Het slot is heterodont en bestaat uit drie krachtige cardinale tanden in beide kleppen. De middelste tand in de linkerklep kan gevorkt of driehoekig van vorm zijn. Voor en achter zit in beide kleppen nog een laterale tand. Het ligament is sterk en uitwendig.
De kleur van de schelp is wit tot geelachtig wit. Het oppervlak van de buitenkant glanst niet. De binnenkant is wit en glanst zwak. Er zijn twee spierindruksels, waarvan het achterste enigszins driehoekig van vorm is. Het voorste is meer ovaal. Er is geen mantelbocht in de mantellijn.
Er is een dik periostracum dat bij jonge dieren lichtbruin is en bij volwassen exemplaren bruinzwart. Het periostracum schilfert vaak af, meestal bij de umbo beginnend.
Rechter en linker klep van hetzelfde exemplaar:

Rechter Klep
Linker Klep

### Afmetingen
- Hoogte: 110 mm.
- Lengte: 125 mm.

## Habitat en levenswijze

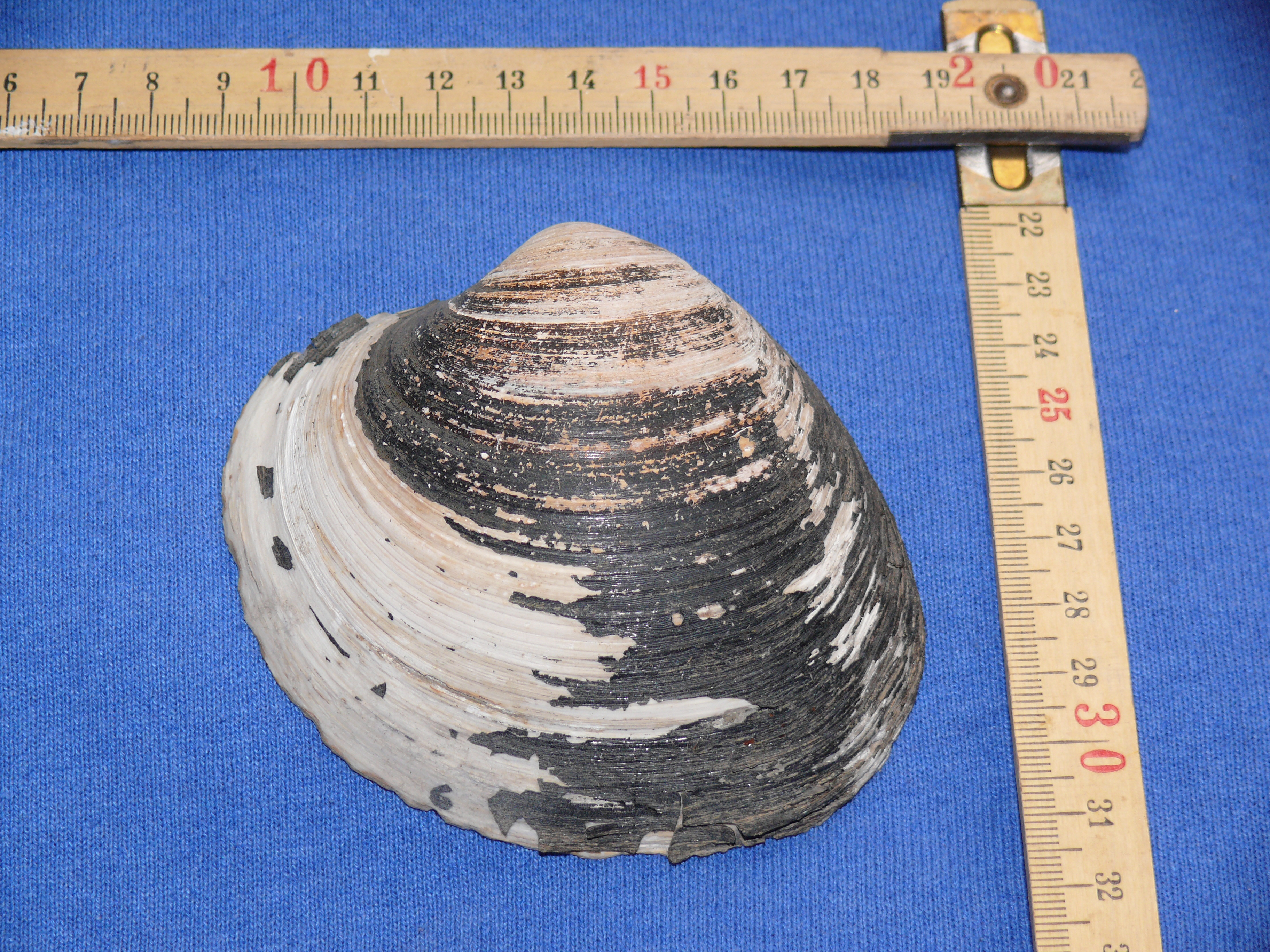
Afmetingen schelp

De noordkromp leeft in stevige zand- en modderbodems, vanaf het lagere deel van het intergetijdengebied tot diepten van ongeveer 150 m. In de Zuidelijke Noordzee eigenlijk nooit ondieper voorkomend dan ongeveer 25 m.
De noordkromp leeft ondiep ingegraven in de zeebodem en filtert het voedsel uit het zeewater. De dieren kunnen een aanzienlijke leeftijd bereiken. Een in 2006 in IJslandse wateren opgevist exemplaar, Ming de Noordkromp leek aanvankelijk 405-410 jaar oud te zijn geworden, en was daarmee het oudste dier ter wereld ooit gevonden. Bij nader onderzoek in 2013 bleek het dier zelfs een leeftijd van 507 jaar te hebben bereikt. Het is niet echt bekend of dit een uitzondering is of dat dergelijke leeftijden meer voorkomen. Leeftijden rond de honderd jaar zijn bekend in het Noordzeegebied. Het is ook bekend dat een soort bij lagere temperaturen langzamer groeit en een hogere leeftijd kan bereiken dan soortgenoten in warmer water. Een dergelijk verschijnsel is bijvoorbeeld ook bekend bij Limecola balthica (nonnetje).

### Areaal
De soort komt aan beide zijden van de Atlantische Oceaan voor, van IJsland, de Witte Zee tot aan Gibraltar en van Labrador tot North Carolina, Grote Oceaan en in de Indische Oceaan. In de Noordzee vrij algemeen. Losse kleppen (soms ook doubletten) spoelen zeldzaam tot vrij algemeen aan op de stranden van de Waddeneilanden (voornamelijk de noordelijke Waddeneilanden: Terschelling, Ameland, Schiermonnikoog en de Duitse en Deense Waddeneilanden). Minder algemeen tot zeldzaam aangetroffen op de stranden van de Hollandse en Belgische Noordzeekust. Wordt door vissers aangevoerd. Exemplaren die bij Scheveningen of IJmuiden aanspoelen kunnen van afval afkomstig zijn dat door visserschepen overboord is gezet. Op de Zeeuwse stranden (o.a. de Kaloot en Domburg) spoelen fossiele exemplaren uit het Plioceen en het Vroeg Pleistoceen aan.

## Fossiel voorkomen
De noordkromp komt met zekerheid vanaf het Plioceen in het Noordzeebekken voor. Mogelijk horen Miocene Krompen tot dezelfde soort maar het is twijfelachtig of datzelfde geldt voor exemplaren uit het Oligoceen. In het Vroeg Pleistoceen is de soort in sommige afzettingen zeer algemeen. In jongere afzettingen is de noordkromp bekend uit het Midden Pleistoceen, zeldzaam in het Eemien en weer algemener in Holocene afzettingen in de huidige Noordzee. Uit Holocene afzettingen op het huidige vasteland van Nederland en België is de soort onbekend.

## Herkomst en verwantschap
Voorlopers van de huidige noordkromp komen al sinds het Oligoceen in het Noordzeebekken voor.

## Jaarringonderzoek

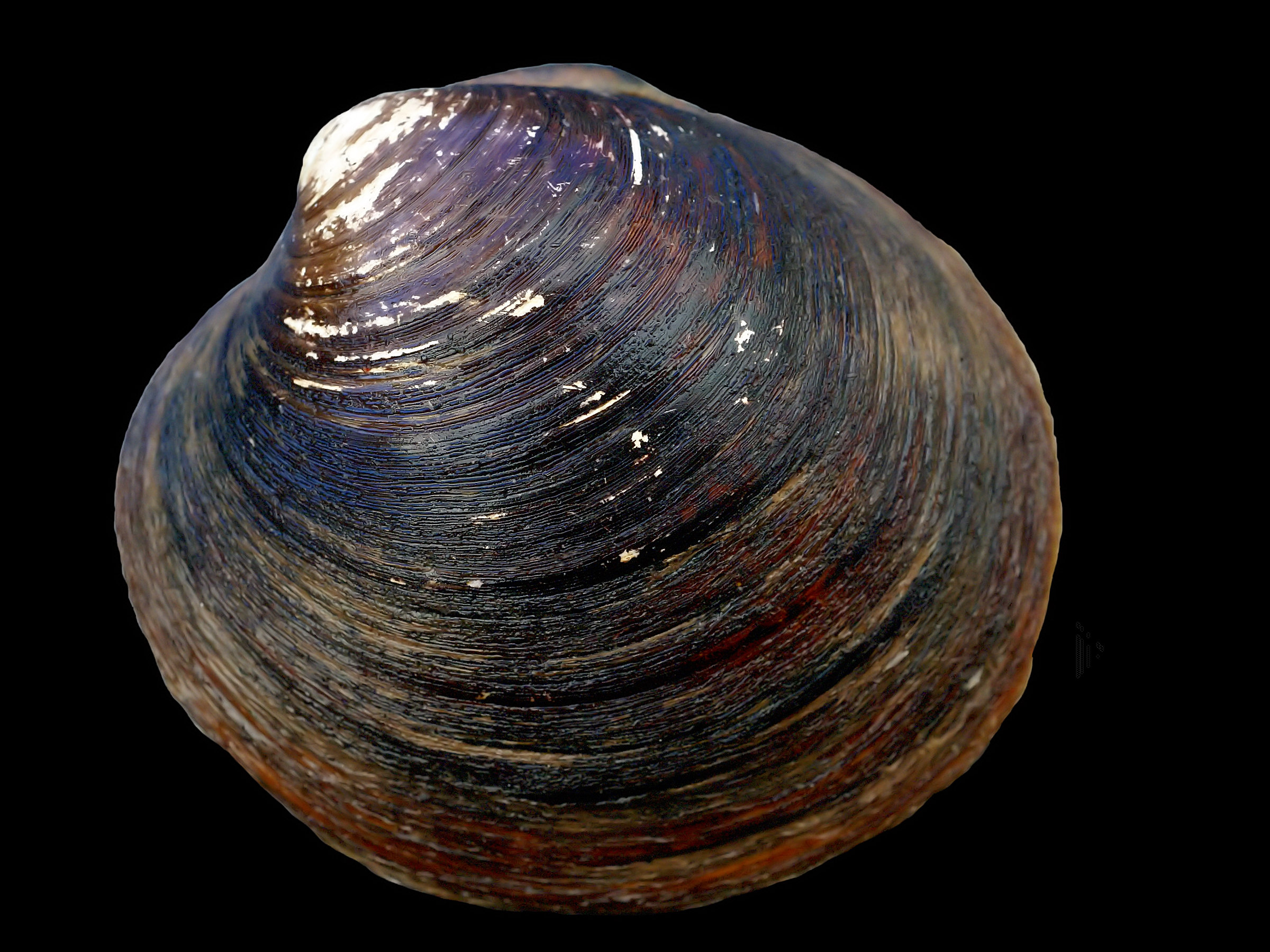
Duidelijk zichtbare ringen op een schelphelft

Omdat de dieren zo oud worden, leent deze soort zich voor studies naar veranderingen in het milieu over langere perioden (dit wil zeggen: langer dan 10 jaar). Met behulp van stabiele isotopenonderzoek van de jaargroeiringen in de kalk van de noordkromp is een chronologie opgesteld waarmee de ontwikkeling van de watertemperatuur van de afgelopen paar honderd jaar gereconstrueerd is geworden. Het reconstrueren van tijdreeksen met behulp van dit soort gegevens wordt sclerochronologie genoemd.
De noordkromp staat ook wel bekend onder de Engelse naam 'Tree of the sea' (boom van de zee). Deze naam verwijst naar het onderzoek aan jaarringen van bomen waarmee men monsters fossiel hout van bepaalde boomsoorten (onder andere van de eik) uit het Holoceen zelfs kan dateren (dendrochronologie).
Vergelijkbaar sclerochronologisch onderzoek is verricht aan de jaarringen van de Doopvontschelp (Tridacna gigas) die in tropische koraalriffen leeft.

## Verhouding tot de mens

### Bedreiging
Omdat de noordkromp een langzame groeier met een lage voortplantingssnelheid is, heeft deze soort erg veel te lijden van de boomkorvisserij in de Noordzee. Hoewel de noordkromp niet het doel van de visserij hoeft te zijn, ondervindt de soort toch grote schade omdat de kor de bodem omwoelt en de schelpen kapotmaakt. Elders in de wereld (o.a. Oostelijke VS) wordt de soort voor consumptie gevist.